# Port lotniczy Lifuka
Port lotniczy Lifuka (IATA: HPA, ICAO: NFTL) – port lotniczy zlokalizowany na wyspie Lifuka w Królestwie Tonga.

## Linie lotnicze i połączenia
- Airlines Tonga (Nukuʻalofa, Vavaʻu)
- Peau Vava'u (Nukuʻalofa, Vavaʻu)